# Circa 1968
Circa 1968 es un disco de la banda uruguaya El Kinto. Contiene grabaciones de entre 1967 y 1969 de canciones grabadas para playbacks para televisión, más otras tres canciones terminadas para un disco que no llegó a realizarse y dos editadas como simple en 1971. Fue publicado en vinilo por el sello Clave en 1977. Las grabaciones habían sido recopiladas por el productor Carlos Píriz. El Kinto fue el primer conjunto pop en incorporar a su música instrumentos autóctonos, provenientes del candombe.

## Lista de canciones
| Lado A |                     |               |          |  |
| N.º    | Título              | Escritor(es)  | Duración |  |
| 1.     | «Don Pascual»       | Mario Cabral  |          |  |
| 2.     | «Muy lejos te vas»  | Ruben Rada    |          |  |
| 3.     | «Voy pensando»      | Ruben Rada    |          |  |
| 4.     | «Esa tristeza»      | Eduardo Mateo |          |  |
| 5.     | «Siempre vas»       | Ruben Rada    |          |  |
| 6.     | «Estoy sin ti»      | Eduardo Mateo |          |  |
| 7.     | «Yo volveré por ti» | Urbano Moraes |          |  |

| Lado B |                       |                                   |          |  |
| N.º    | Título                | Escritor(es)                      | Duración |  |
| 1.     | «José»                | Eduardo Mateo                     |          |  |
| 2.     | «Mejor me voy»        | Eduardo Mateo                     |          |  |
| 3.     | «Ni me puedes ver»    | Eduardo Mateo                     |          |  |
| 4.     | «Suena blanca espuma» | Walter Cambón                     |          |  |
| 5.     | «Dámelo»              | Ruben Rada                        |          |  |
| 6.     | «Príncipe Azul»       | Eduardo Mateo - Horacio Buscaglia |          |  |
| 7.     | «Pippo»               | Eduardo Mateo - Giuseppe Spera    |          |  |

## Reediciones
- Fue reeditado en CD en 1998 por el sello Sondor. Contiene las canciones de Circa 1968 menos «Estoy sin ti» y «Siempre vas».
- Fue reeditado en Estados Unidos en CD en 2008 por el sello Lion Productions. Este álbum contiene todas las grabaciones realizadas por El Kinto.
- Fue reeditado en Estados Unidos en vinilo en 2012 por el sello Lion Productions.